# Kassáni
Kassáni, en grec moderne : Κασσάνοι, ou Kas(s)ános (Κασ(σ)άνος), est un village du dème de Minóa Pediáda, en Crète, en Grèce. Selon le recensement de 2011, la population de Kassáni compte 212 habitants. Il est situé à une altitude de 310 m et à 44,1 km de Héraklion.